# Ballina Est
Pour les articles homonymes, voir Ballina.

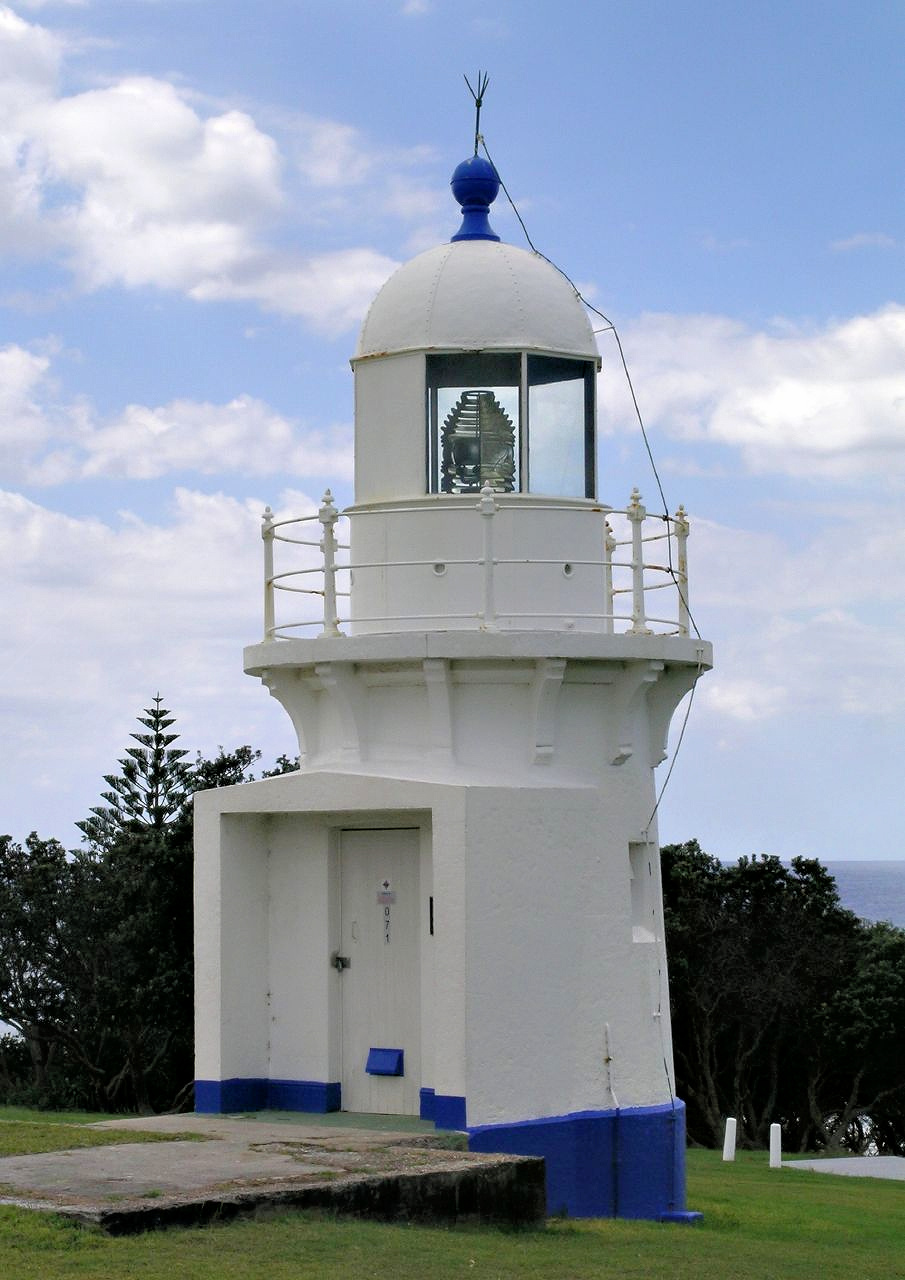
Le phare.

Ballina Est (en anglais : East Ballina) est une localité australienne située dans la zone d'administration locale du comté de Ballina dans l'État de Nouvelle-Galles du Sud, en Australie.

## Géographie
Ballina Est est établie en bordure de l'océan Pacifique, à l'est de Ballina et au sud de Lennox Head, localités avec lesquelles elle forme une seule agglomération.
Elle abrite le phare Richmond River Light construit en 1866.

## Démographie
La population s'élevait à 5 571 habitants en 2016. Ballina Est fait partie d'une agglomération, comprenant également Ballina, Ballina Ouest et Lennox Head, qui regroupait 24 852 habitants en 2016.